# Municipio de Morris (Ohio)
El municipio de Morris (en inglés: Morris Township) es un municipio ubicado en el condado de Knox en el estado estadounidense de Ohio. En el año 2010 tenía una población de 2049 habitantes y una densidad poblacional de 37,69 personas por km².

## Geografía
El municipio de Morris se encuentra ubicado en las coordenadas 40°27′11″N 82°30′22″O / 40.45306, -82.50611. Según la Oficina del Censo de los Estados Unidos, el municipio tiene una superficie total de 54.37 km², de la cual 54.11 km² corresponden a tierra firme y (0.47%) 0.26 km² es agua.

## Demografía
Según el censo de 2010, había 2049 personas residiendo en el municipio de Morris. La densidad de población era de 37,69 hab./km². De los 2049 habitantes, el municipio de Morris estaba compuesto por el 97.66% blancos, el 0.24% eran afroamericanos, el 0.29% eran amerindios, el 0.59% eran asiáticos, el 0.05% eran isleños del Pacífico, el 0.29% eran de otras razas y el 0.88% pertenecían a dos o más razas. Del total de la población el 0.93% eran hispanos o latinos de cualquier raza.